# Рагозин, Виктор Иванович
Ви́ктор Ива́нович Раго́зин (19 [31] августа 1833, Московская губерния — 9 [22] августа 1901, Озерки, Санкт-Петербургская губерния) — русский общественный деятель, предприниматель. Один из основоположников российской нефтяной отрасли, почётный инженер-технолог.

## Биография
Происхождение из дворян Московской губернии. Брат экономиста и публициста Евгения Рагозина. В 1853 году кончил курс на физико-математическом факультете Московском университета. В 1860-х годах состоял членом тайного революционного общества «Земля и Воля»; ненадолго арестовывался, до 1868 года был под надзором. Позднее — либерал. В 1879 году за заслуги перед отечественной нефтяной промышленностью решением Учебного совета Санкт-Петербургского Технологического института ему было присвоено почетное звание инженера-технолога.
Был женат на дочери нижегородского пароходчика Шипова. В 1871—1874 годах был гласным городской думы Нижнего Новгорода. 30 октября 1879 года городской думой был избран городским головой Нижнего Новгорода, но не был утверждён. Нижегородский купец 1-й гильдии.
С 1864 года управлял пароходной компанией «Дружина». В 1870-х годах обратил внимание на русскую нефть и содействовал организации её перевозки наливом по Волге, а главное, исследовал её химическую природу и первый в России приготовил из неё превосходный смазочный материал.
В. И. Рагозиным были построены 2 нефтеперерабатывающих завода — в 1877 году в городе Балахне Нижегородской губернии и в 1879 году в селе Константинове под Ярославлем. В. И. Рагозин, в соответствии с рекомендациями Д. И. Менделеева начал на построенном на Волге заводе полностью перерабатывать нефть, получая из неё кроме керосина, смазочные масла отличного качества, заложив основу для сегодняшних технологий их производства. Вместе с научной постановкой производства смазочных масел Рагозин сумел правильно организовать торговлю этим товаром в России и за границей. Экспертизой продукции его заводов, проведённой во Франции, было признано, что качество русских масел намного выше американских аналогов. Нефтяные смазочные масла созданного Виктором Ивановичем товарищества «В. И. Рагозин и К°» неоднократно завоевывали высокие награды: золотые медали на всемирных выставках в Париже (1878, 1889 гг.) и Антверпене (1885 г.), а также на международных — в Ливерпуле и Брюсселе (1880 г.), в Риме (1881 г.), в Ницце (1883 г.)..
В 1880 году Рагозин получил право маркировать свою продукцию российским государственным гербом, что являлось высшей оценкой выпущенных его заводами нефтепродуктов и, которые поставляясь на экспорт, получили за границей название «Русские».
В 1883 году В. И. Рагозин начал свою деятельность в Баку, став управляющим Бакинским отделением Товарищества «С. М. Шибаев и Ко». На Всемирных выставках в Антверпене (1885) и Париже (1889) минеральные смазочные масла Товарищества «С. М. Шибаев и Ко» были удостоены золотых медалей, что являлось результатом серьёзных организационных и технических усовершенствований, проведённых В. И. Рагозиным. Во время бакинского периода жизни Виктор Иванович Рагозин принимал самое активное участие в работе первых семи съездов нефтепромышленников.
В. И. Рагозин занимался исследованием экономических условий Волжского бассейна, результатом чего стал его труд «Волга» (СПб., т. 1—3, 1880—81). Проводил опыты по изучению мазута. Является автором исследования «Нефть и нефтяная промышленность» (СПб., 1884). Им издано большое количество брошюр по разным вопросам нефтяного дела, в котором около 20 лет он принимал активное участие.

## Труды
- «Волга» (СПб., т. 1—3, 1880—81)
- «Нефть и нефтяная промышленность» (СПб., 1884)